# Sportin' Life
Sportin' Life è un album dei Mink DeVille, pubblicato dalla Atlantic Records nel 1985.
È l'ultimo album a nome di Mink DeVille, il successivo album uscirà a nome di Willy DeVille.
Per il mercato statunitense fu pubblicato dalla Atlantic Records, per il mercato europeo, canadese e di altri paesi, fu edito dalla Polydor Records.

## Tracce
Lato A
1. In the Heart of the City – 3:18 (Willy DeVille)
2. I Must Be Dreaming – 4:22 (Willy DeVille)
3. Italian Shoes – 4:24 (Willy DeVille)
4. Slip Away – 4:05 (Willy DeVille)
5. When You Walk My Way – 3:25 (Willy DeVille, Doc Pomus)

Durata totale: 19:34
Lato B
1. A Woman's Touch – 3:16 (Willy DeVille)
2. Easy Street – 3:31 (Willy DeVille)
3. Little by Little – 2:29 (Willy DeVille)
4. There's No Living (Without Your Loving) – 3:19 (Jerry Harris, Paul Kaufman)
5. Something Beautiful Dying – 3:40 (Willy DeVille, Doc Pomus)

Durata totale: 16:15

## Musicisti
- Willy DeVille - voce, accompagnamento vocale
- Duncan Cameron - chitarra, chitarra cuatro
- Jimmy Johnson - chitarra ritmica (brano: Italian Shoes)
- Steve Symphony Sid Nathan - tastiere
- Wayne Jackson - tromba
- Charles Rose - trombone
- Harvey Thompson - sassofono
- Louis Cortelezzi - sassofono
- Jim Horn - sassofono
- Jim Horn - arrangiamenti strumenti a fiato (brano: Little by Little)
- David Hood - basso
- Roger Hawkins - batteria
- Boris Bad-E-Nuff Kinberg - percussioni
- Mickey Buckins - percussioni
- Albert Boekholt - sampler emulator
- Ava Aldridge - accompagnamento vocale
- Cindy Richardson - accompagnamento vocale
- Duncan Cameron - accompagnamento vocale
- Micro Mini - accompagnamento vocale
- Greg Smith - arrangiamenti strumenti a fiato (brano: Italian Shoes)
- Charles Rose - arrangiamenti strumenti a fiato (brano: Easy Street)